# Charles Pratt, 1. Earl Camden

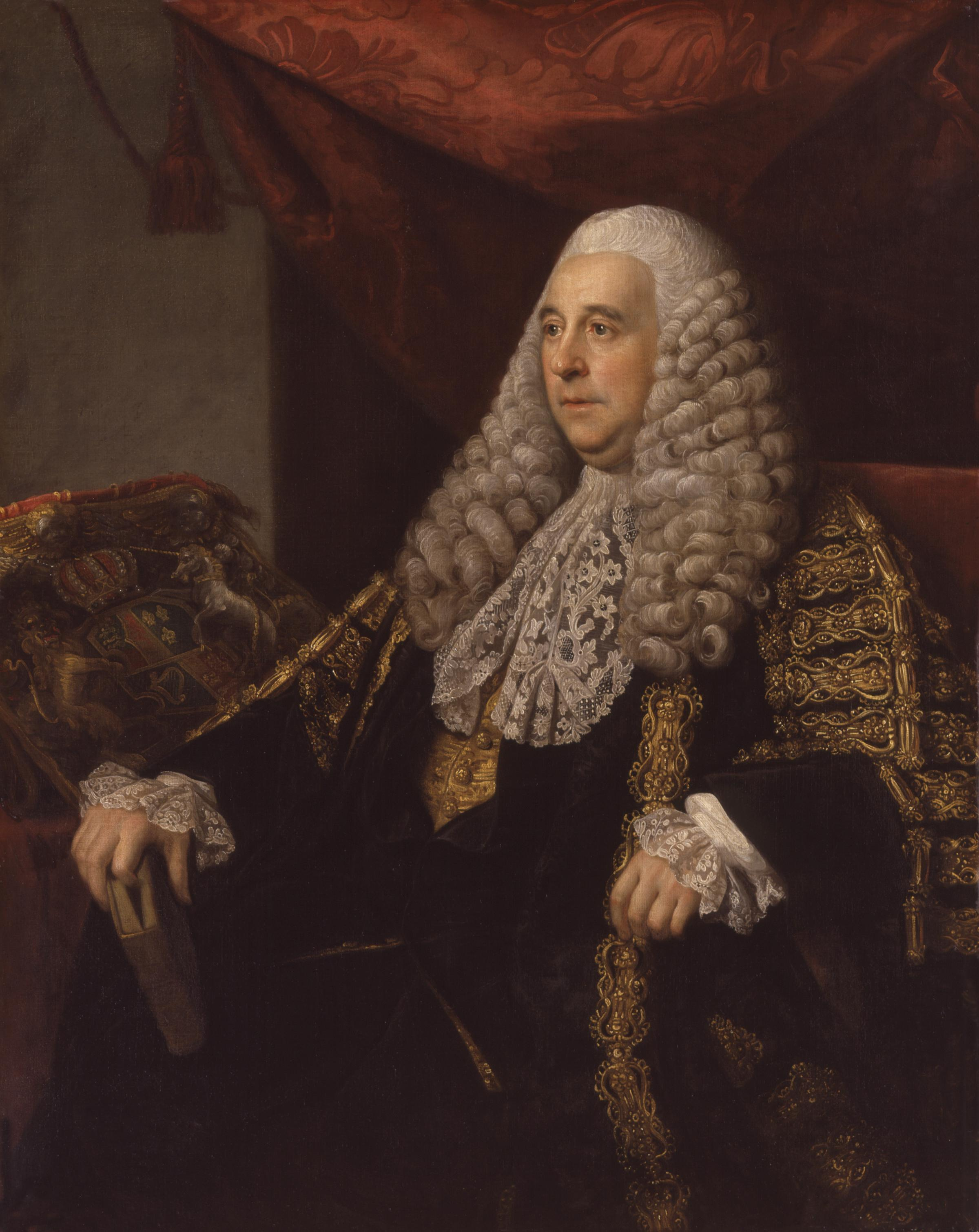
Charles Pratt, 1. Earl Camden, Gemälde von Nathaniel Dance, um 1768

Charles Pratt, 1. Earl Camden (* März 1714 in Kensington; † 18. April 1794 in London) war ein englischer Anwalt, Richter und Politiker.

## Leben

### Familie und Ausbildung
Charles Pratt wurde am 21. März 1714 getauft. Er entstammte einer alten, hoch angesehenen Familie aus Devon und war der Sohn von Sir John Pratt, Chief Justice of the King’s Bench. Seine Mutter Elizabeth war die Tochter von Rev. Hugh Wilson of Trefeglwys und die Tante des Landschaftsmalers Richard Wilson.
Pratt wurde zunächst in Eton ausgebildet, wo er die Bekanntschaft mit William Pitt machte. Anschließend studierte er am King’s College an der Universität Cambridge, 1735 wurde ihm der Bachelor of Arts verliehen. 1728 wurde er in den Middle Temple aufgenommen, zehn Jahre später erhielt er seine Zulassung als Anwalt.

### Tätigkeit als Anwalt
Zunächst praktizierte North an den Gerichten des Common Law, seine Tätigkeit war jedoch so eingeschränkt, dass er entmutigt wurde und überlegte, dem Recht den Rücken zu kehren und stattdessen in die Kirche einzutreten. Er hörte jedoch auf die Ratschläge seines Freundes Sir Robert Henley, ebenfalls Anwalt, und fuhr mit seiner Arbeit als Anwalt fort. Angeblich täuschte Henley, als Pratt als dessen Juniorpartner beschäftigt war, eine Krankheit vor, damit Pratt die Führung übernehmen und die Anerkennung verdienen konnte.
Außerdem ging Pratt eine vorteilhafte Ehe ein, indem er am 5. Oktober 1749 Elizabeth, die Tochter von Nicholas Jeffreys of the Priory, Brecknock, heiratete. Der Ehe entstammte ein Sohn, John Jeffreys, der seinem Vater als Earl Camden nachfolgte, und fünf Töchter.
Bekanntheit erlangte Charles Pratt 1752 durch den Prozess der Regierung gegen den Buchhändler William Owen. Owen hatte das Buch The Case of Alexander Murray, Esq; in an Appeal to the people of Great Britain herausgegeben, das vom House of Commons als „eine unverschämte, bösartige, skandalöse und aufrührerische Verleumdung“ bezeichnete. Da der Autor bereits das Land verlassen hatte, konzentrierte sich die Verfolgung der Regierung auf Owen. Pratt trat als Verteidiger Owens auf und argumentierte, dass es nicht die alleinige Aufgabe der Geschworenen sei, die Tatsache der Veröffentlichung festzustellen, sondern dass es darüber hinaus ihr Recht sei, die Absicht einer Verleumdung zu beurteilen. In seinem Schlussplädoyer mahnte der Lord Chief Justice Sir William Lee die Geschworenen an, Owen schuldig zu sprechen, da die Veröffentlichung bewiesen war und die Absicht der Inhalte von einem Richter und nicht von einer Jury beurteilt werden müsse. Die Geschworenen stimmten dem jedoch nicht zu und sprachen Owen frei.
1755 wurde Pratt zum King’s Counsel ernannt, im Dezember 1761 zudem zum Ritter geschlagen.

### Politische Karriere
Seit sie sich als Jugendliche in Eton kennengelernt hatten, hatte William Pitt Pratt immer wieder bei juristischen und verfassungsrechtlichen Fragen zurate gezogen. Pratt war in der Folge Teil einer Gruppe geworden, die sich in Leicester House, dem Zuhause des Prince of Wales, trafen und die sich der Regierung Premierministers Pelham-Holles’ entgegensetzten. 1756 bat Pelham-Holles Pratt ein Richteramt an, dieser bevorzugte jedoch das Amt des Attorney General to the Prince of Wales.
Im Juli 1757 bildete Pitt eine Koalitionsregierung mit Pelham-Holles und bestand auf Pratts Ernennung zum Attorney General. Pratt wurde hierbei dem Solicitor General Charles Yorke vorgezogen. Yorke war der Sohn von Lord Hardwicke, einem politischen Verbündeten Pelham-Holles’, der als britischer Lordkanzler Pratts Karriere zugunsten der seines eigenen Sohnes blockiert hatte. Obwohl dies zu einem angespannten Verhältnis zwischen Charles Pratt und Charles Yorke geführt hatte, veröffentlichten die beiden am 24. Dezember 1757 die richtungsweisende Pratt-Yorke Opinion, in der sie zwischen Überseegebieten, die durch Eroberung, und solchen, die durch einen Privatvertrag erworben wurden, unterschieden. Sie erklärten, dass die Krone Großbritanniens zwar die Souveränität über beide besitze, aber nur das Eigentum der ersteren der Krone zustehe. Obwohl sich das ursprüngliche Gutachten auf die Britische Ostindien-Kompanie bezog, wurde es auch anderswo im sich entwickelnden britischen Empire angewandt.
Im gleichen Jahr wurde Pratt Abgeordneter des House of Commons für den Kreis Downton in Wiltshire. Er saß insgesamt vier Jahre im Parlament, konnte sich jedoch nicht als Redner hervortun. Er stellte die Habeas corpus Amendment Bill 1758 vor, durch die das Recht des Habeas Corpus vom Strafrecht auf zivile und politische Fälle ausgedehnt werden sollte. Obwohl er von Pitt unterstützt wurde, wurde der Gesetzentwurf nicht vom House of Lords angenommen. Gleichzeitig nahm seine berufliche Tätigkeit zu, insbesondere am Court of Chancery, die ihn finanziell absicherte und ihm den Erwerb des Anwesens Camden Place in Kent ermöglichte.
Als Attorney General verfolgte Pratt Florence Hensey, einen Iren, der für Frankreich spioniert hatte, und John Shebbeare, einen politischen Satiriker. Shebbeare hatte eine Schmähschrift gegen die Regierung in seinen Letters to the People of England veröffentlicht. Als Beweis für Pratts Gemäßigtheit in einer Zeit heftiger Parteikämpfe und häufiger staatlicher Prozesse ist es bemerkenswert, dass dies die einzige offizielle Strafverfolgung wegen Verleumdung war, die er einleitete, und dass er an seiner früheren Forderung festhielt, dass die Entscheidung bei den Geschworenen lag. Er vertrat die Krone bei der Anklage gegen Laurence Shirley, 4. Earl Ferrers, wegen des Mordes an einem Bediensteten – ein Fall, der die europäische Gesellschaft schockierte.

### Chief Justice of the Common Pleas
Mit dem Rücktritt William Pitts im Oktober 1761 verlor Pratt seinen größten Unterstützer. Im Januar 1762 verließ er jedoch das House of Commons, wurde zum Chief Justice of the Common Pleas ernannt, wurde in den Ritterstand erhoben und in den Privy Council aufgenommen.
Der Court of Common Pleas war ein ungewöhnliches Gericht für einen Juristen, der sich hauptsächlich mit Verfassungsrecht befasste, da es sich vornehmlich mit Streiten zwischen Privatpersonen beschäftigte. Allerdings wurde am 30. April 1763 der Parlamentsabgeordnete John Wilkes wegen angeblicher aufrührerischer Verleumdung in der Ausgabe Nr. 45 des North Briton festgenommen. Pratt befreite Wilkes jedoch, da Parlamentsmitglieder beim Vorwurf der Verleumdung Immunität genossen. Diese Entscheidung brachte Pratt eine gewisse Gunst bei der radikalen Partei in London ein und scheint ihn dazu veranlasst zu haben, im Sommer desselben Jahres Geschworene zu ermutigen, Druckern, die in derselben Angelegenheit unrechtmäßig verhaftet worden waren, unverhältnismäßige und überhöhte Entschädigungen zuzusprechen. Wilkes erhielt £1.000 als Entschädigung, Pratt verurteilte zudem die Nutzung von allgemeinen Haftbefehlen für Eintritt und Durchsuchung. Pratt sprach sich mit entschiedener und geradezu leidenschaftlicher Energie gegen deren Rechtmäßigkeit aus und verlieh damit den starken Stimmungen der Nation Ausdruck und gewann für sich selbst einen außerordentlichen Grad an Popularität als einer der Bewahrer der englischen Bürgerrechte. Er erhielt zahlreiche Ehrungen in Form von Grußbotschaften der Stadt London und zahlreicher großer Städte sowie von Auszeichnungen verschiedener Körperschaften.
1762 wurde das Haus von John Entick von Offiziellen der Krone durchsucht, die nach Beweisen für Aufwiegelung suchten. Im Rechtsstreit Entick vs. Carrington 1765 beurteilte Pratt die Durchsuchungen als unrechtmäßig, da sie nicht durch Statute oder Common Law gerechtfertigt wurden.

### Im House of Lords
Am 17. Juli 1765 wurde Pratt der Titel des Baron Camden of Camden Place, in Chislehurst, Kent, verliehen und zog damit ins House of Lords ein. Premierminister Rockingham hatte durch diese und weitere Ernennungen versucht, die Gunst von William Pitt zu gewinnen, blieb jedoch erfolglos. Pratt hatte kein sonderliches Interesse, in die Krise rund um den Stamp Act 1765 involviert zu werden. Am 14. Januar 1766 besuchte er das House of Commons und seine darauf folgenden Reden im Oberhaus waren so ähnlich zu denen Pitts, dass er offensichtlich die Parteilinie angenommen hatte. Pratt war einer der nur fünf Mitglieder des Oberhauses, die gegen den Declaratory Act stimmten, ein Beschluss des Hauses, der auf das Recht des Parlaments, in den Überseekolonien Steuern zu erheben, bestand. Pratt vertrat die Meinung, dass Besteuerung auf Zustimmung begründet war und Zustimmung Repräsentation erforderte. Als er jedoch die Regierung bei der Aufhebung des Gesetzes unterstützte, begründete er seine Meinung wenig überzeugend mit der tatsächlichen Härte des Gesetzes und nicht mit seiner verfassungsrechtlichen Grundlage.

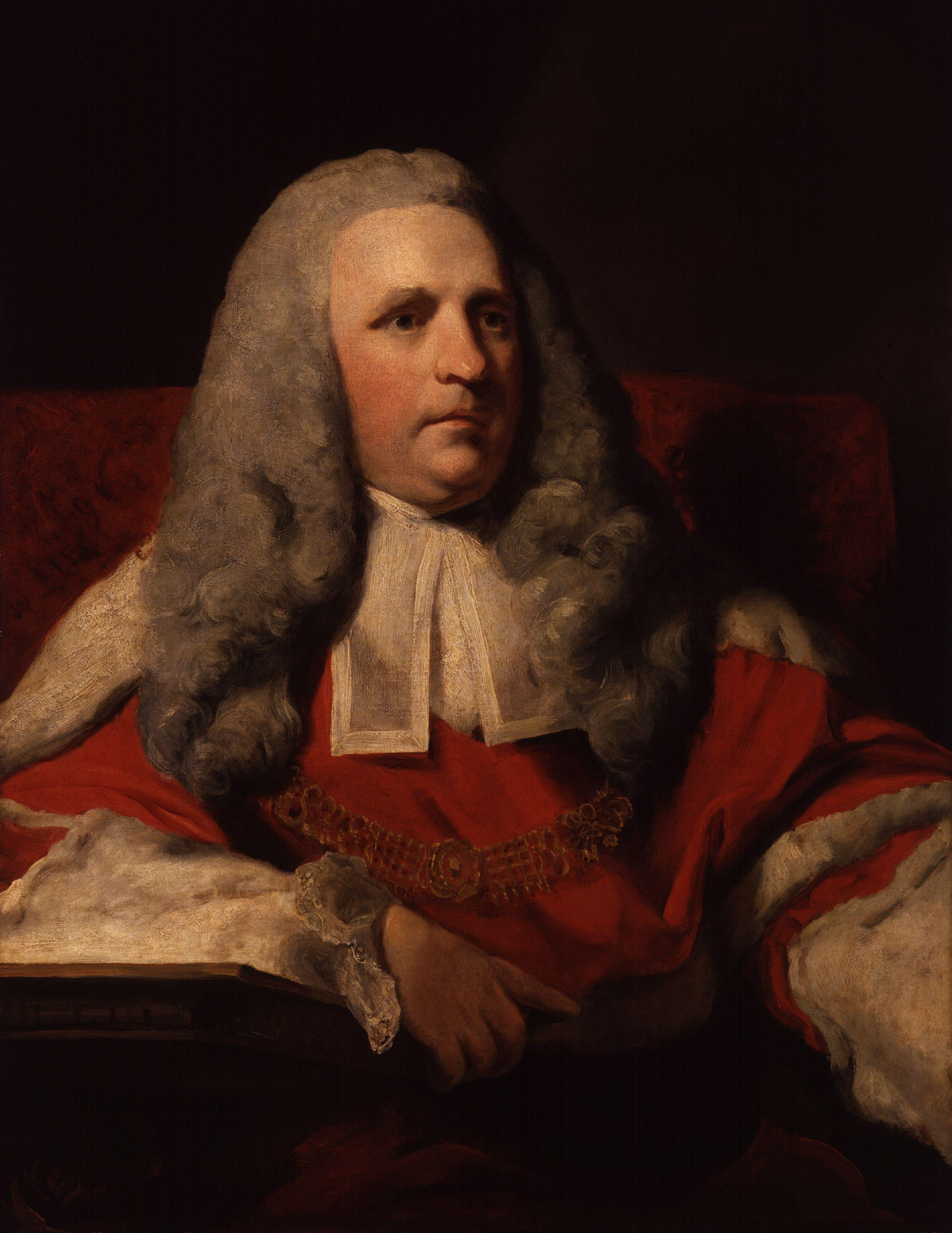
Charles Pratt, 1. Earl Camden, Gemälde von Sir Joshua Reynolds

### Lordkanzler
Im Mai 1766 wurde Pitt erneut Premierminister und beförderte Pratt am 30. Juli vom Court of Common Pleas zum britischen Lordkanzler. Pratt handelte eine zusätzliche jährliche Zulage von £1500 und einen Posten für seinen Sohn John heraus. Als Lordkanzler arbeitete er effizient, aber ohne große Innovation. Er saß dem Court of Chancery vor, wo nur eine seiner Entscheidungen durch Berufung umgestürzt wurde. Auch hatte er den Vorsitz im Oberhaus inne, wo er 1767 die Entscheidung von Lord Mansfield bestätigte, dass die Stadt London Nonkonformisten, die sich weigerten, der Gemeindeverwaltung zu dienen, nicht mit Geldstrafen belegen durfte. Nonkonformisten war es nach dem Corporation Act von 1661 ohnehin verboten, der Stadt zu dienen. 1768 befasste er sich im Oberhaus erneut mit einem Fall, der John Wilkes betraf. Diesmal lehnte er dessen Berufung ab und befand, dass seine konsekutiven und nicht seine konkurrierenden Strafen rechtmäßig waren. Er fällte ein umstrittenes Urteil in der Rechtssache Douglas Peerage.
Charles Pratt war als Politiker jedoch weniger ein Verfechter der Bürgerrechter als er als Richter gewesen war. Die schlechte Ernte 1766 führte in der Bevölkerung zu Angst vor hohen Getreidepreisen und einer Hungersnot, das Parlament vertagte sich jedoch und konnte das Exportverbot, das am 26. August auslief, somit nicht verlängern. Pitt rief mit Unterstützung Pratts den Privy Council ein, um am 26. September eine königliche Proklamation herauszugeben, die den Export von Getreide verbot, bis das Parlament wieder tagte. Diese Proklamation war jedoch gemäß Artikel 2 der Bill of Rights von 1689 illegal, woraufhin beide Parlamentshäuser Pitt und Pratt der Tyrannei beschuldigten. Pratt berief sich auf die Notwendigkeit, eine Begründung, die er in den Verfahren gegen Wilkes und Carrington abgelehnt hatte, und nannte es eine „vierzigtägige Tyrannei“. Letztendlich war die Regierung gezwungen, die parlamentarischen Angriffe durch ein Gesetz zu unterdrücken, das die Beteiligten von rechtlichen Schritten freistellte.

#### Amerika
1767 akzeptierte das Kabinett, dem Pratt angehörte, den Versuch Charles Townshends, die amerikanischen Proteste und Revolten wegen der Besteuerung beizulegen. Benjamin Franklin bemerkte Berichten zufolge, dass die Kolonisten „interne“ Steuern ablehnten, und Townshend verstand dies als Hinweis darauf, dass es wenig Widerstand gegen Einfuhrzölle in den Häfen geben würde. Pratts Unterstützung für die Steuervorschläge sollte ihn erneut in Verlegenheit bringen.
Pitt und seine Unterstützer hatten den Declaratory Act von 1766, der Großbritanniens Souveränität über die amerikanischen Kolonien bestätigte, nach anfänglichem Widerstand doch unterstützt. Weitere Unruhen in Amerika als Folge von Townshends Steuerplan ließen eine energische Antwort von Pitt folgen, die von Pratt als sein Sprecher im House of Lords vermittelt wurde. Gegen Ende des Jahres 1767 erkrankte Pitt jedoch und der Duke of Grafton bildete eine Übergangsregierung. Pratt zeigte sich über seine eigene politische Rolle unentschlossen, so schrieb er am 4. Oktober 1768 an Grafton:

“I do not know what to advise… I submit to the declaratory law, and have thought it my duty, upon that ground, as a minister, to exert my constitutional power to carry out the duty act into execution. But as a member of the legislature I cannot bring myself to advise violent measures.”

„Ich weiß nicht, was ich raten soll … Ich beuge mich dem Deklarationsgesetz und habe es als Minister für meine Pflicht gehalten, auf dieser Grundlage meine verfassungsmäßige Befugnis auszuüben, um das Deklarationsgesetz in die Tat umzusetzen. Aber als Mitglied der Legislative kann ich mich nicht dazu durchringen, zu gewaltsamen Maßnahmen zu raten.“

Pitt trat am 14. Oktober zurück und Pratt, der weiterhin als Lordkanzler im Kabinett saß, bezog nun eine kompromisslos feindselige Position gegenüber den Regierungen von Grafton und Lord North in Bezug auf Amerika und auf Wilkes. Pratt stand dem auf Konfrontation mit Amerika ausgerichteten Vorgehen von Lord Hillsborough entgegen und bevorzugte Aussöhnung und der Ausarbeitung von reformierten Steuervorschlägen. Pratt selbst versprach den Kolonien, dass keine weiteren Steuern erhoben werden würden und stimmte in der Minderheit des Kabinetts, die die Teezölle widerrufen wollten.

#### John Wilkes
Am 28. März 1768 wurde Wilkes überraschend zum Parlamentsabgeordneten für Middlesex gewählt, sehr zum Missfallen Graftons. Grafton befragte Pratt, ob Wilkes aus dem Parlament entfernt werden könnte, woraufhin Pratt antwortete, dass das Haus das Privileg hatte, seine Mitglieder zu regulieren und Wilkes somit, obwohl rechtmäßig gewählt, ebenso rechtmäßig ausgeschlossen werden konnte. Pratt befürchtete jedoch, dass dies lediglich zu einer Wiederwahl Wilkes’ und einer eskalierenden Krise führen würde. Das Kabinett entschloss sich schließlich zum Ausstoß von Wilkes, womit Pratt nicht zufrieden war. Ende 1769 war er in offener Opposition zur Regierung und trug nur wenig zu Kabinettsdiskussionen bei. Nur der Druck seitens des Königs behielten ihn auf seinem Posten. Anfang 1770 meldete sich Pitt jedoch wieder zu Wort und widersetzte sich der Regierungspolitik gegenüber Wilkes und Amerika. Am 9. Januar 1770 brachte Pitt einen Antrag gegen die Politik der Regierung ein, und Pratt trat von seinem Posten zurück, um eine Rede zur Unterstützung des Antrags zu halten. Er trat jedoch nicht als Lordkanzler zurück, bis König Georg III., der über sein Verhalten empört war, am 17. Januar seine Entlassung forderte. Auch sein Amt als Richter am Chancery Court scheint er Ende 1769 niedergelegt zu haben.

### Im House of Lords

#### In der Opposition
Da erwartet wurde, dass Pitt gemeinsam mit Charles Watson-Wentworth und George Grenville Grafton zu Fall bringen würde, war es wahrscheinlich, dass Pratt erneut Lordkanzler werden würde. Da es Lord North jedoch nach dem Rücktritt Graftons gelang, eine Regierung zu bilden, verblieb Pratt in der Opposition, wobei er seinen Sitz im House of Lords beibehielt. Ab 1770 vernachlässigte Pitt die Anwesenheit im Parlament und überließ die Führung des Hauses Lord Shelburne, zu dem Pratt nur kühle Beziehungen aufbauen konnte.
In den Jahren 1770/71 stritt Pratt mit Lord Mansfield über das Verleumdungsrecht. Pratt vertrat die Auffassung, dass die Geschworenen nicht nur entscheiden sollten, ob das betreffende Werk veröffentlicht worden war, sondern auch, ob die Worte selbst diffamierend oder unschuldig waren. Er sprach sich gegen die Ausweitung des Royal Marriages Act von 1772 auf alle Nachkommen von König Georg II. aus, da er es für unpraktisch hielt. 1774 sprach sich Pratt in der Berufung des House of Lords in der Rechtssache Donaldson gegen Beckett gegen das Konzept des ewigen Urheberrechts aus, da er befürchtete, dass dies den Fortschritt der Wissenschaft behindern würde. Dies war ein entscheidender Faktor für die endgültige Ablehnung der Booksellers’ Bill in jenem Jahr.

#### Die Amerika-Krise 1774
Das Jahr 1774 brachte eine neue Krise in Amerika mit sich. Die Boston Tea Party 1773 veranlasste Lord North zu einer Blockade der Stadt durch den Boston Port Act. Pratt kritisierte weiterhin die Steuern, die zu den amerikanischen Protesten geführt hatten, wurde jedoch daran erinnert, dass er Lordkanzler war, als sie erhoben worden waren. Die Fraktion rund um Pitt unterstützte die Gesetzesvorlage und darüber hinaus den Massachusetts Government Act, wobei Pratts angeborener Patriotismus ihn auf Linie brachte. Im Mai veranlasste Pratt jedoch die Befürchtung, dass die Bill den amerikanischen Widerstand bündeln und stärken würde, dazu, sich gegen die Maßnahme zu stellen.
Am 16. Februar 1775 hielt Pratt seine wichtigste Rede zur Krise, in der er sich gegen die öffentliche Meinung und das Handels- und Fischereigesetz für Neuengland wandte, eine Rede, von der oft angenommen wird, dass sie in Zusammenarbeit mit Benjamin Franklin für ein amerikanisches Publikum verfasst wurde. Pratt berief sich auf John Lockes Diktum, dass Widerstand gegen Tyrannei gerechtfertigt sei, und nannte das Gesetz:

“… a bill of war; it draws the sword, and in its necessary consequences plunges the empire into civil and unnatural war ... My lords, it is evident that England must one day lose the dominion of America. It is impossible that this petty island can continue in dependence that mighty continent … To protract the time of separation to a distant day is all that can be hoped.”

„… ein Kriegsgesetz; es zieht das Schwert und stürzt das Reich in seinen notwendigen Folgen in einen bürgerlichen und unnatürlichen Krieg … Mylords, es ist offensichtlich, dass England eines Tages die Herrschaft über Amerika verlieren muss. Es ist unmöglich, dass diese unbedeutende Insel in Abhängigkeit von diesem mächtigen Kontinent bleiben kann … Die Zeit der Trennung auf einen fernen Tag hinauszuzögern ist alles, was man hoffen kann.“

Es ist nicht bekannt, wie Pratt über den Quebec Act abstimmte, aber im Mai 1775 beantragte er als Reaktion auf eine Petition einer kleinen Anzahl von Siedlern erfolglos dessen Aufhebung. Er scheint jedoch einer Verschwörungstheorie aufgesessen zu sein, die besagt, dass der Hintergedanke des Gesetzes darin bestand, eine Armee militanter römisch-katholischer Bürger in Kanada zu schaffen, um die protestantischen britischen Kolonisten zu unterdrücken.

#### Amerikanischer Unabhängigkeitskrieg
1775 brach der Amerikanische Unabhängigkeitskrieg aus und Pitts Fraktion war bestürzt. Ihre offizielle Linie bestand darin, für eine Vermittlung einzutreten und sich zu weigern, entweder an die amerikanische Unabhängigkeit oder an eine fortgesetzte englische Hegemonie zu denken. Pratt äußerte sich im Parlament weiterhin zu dem Dilemma. Er sprach sich weiterhin entschieden gegen die Besteuerung der amerikanischen Kolonisten aus und unterzeichnete 1778 den Protest der Lords zugunsten einer Adresse an den König zum Thema des Manifests der Amerika-Beauftragten. 1782 wurde er unter der Rockingham-Shelburne-Regierung zum Lord President of the Council ernannt, unterstützte das Wirtschaftsprogramm der Regierung und den Kampf gegen die Korruption und setzte sich für die Aufhebung des Declaratory Act in Irland ein. Nach Rockinghams Tod im Juli konnten die Anhänger Pitts die Abstimmung im Unterhaus über die amerikanischen Friedensbedingungen im folgenden Februar nur verlieren. Pratt trat zurück und überredete Shelburne, dasselbe zu tun.

#### William Pitt der Jüngere
Pratt gehörte zu den führenden Gegnern der nachfolgenden Fox-North-Koalition, warf ihr Klientelismus vor und führte die Opposition gegen Fox’ East India Bill an, die die Regierung am 9. Dezember 1783 zu Fall brachte. William Pitt der Jüngere, der Sohn seines früheren Gönners, kam an die Macht, und innerhalb weniger Monate wurde Pratt wieder als Lord President eingesetzt und bekleidete dieses Amt bis zu seinem Tod. Am 13. Mai 1786 wurde er zum Earl Camden ernannt und erhielt als weiteren Adelstitel den eines Viscount Bayham.
Pratt beteiligte sich bis zwei Jahre vor seinem Tod rege an den Debatten über wichtige öffentliche Angelegenheiten, insbesondere unterstützte er Pitts Gesetzentwurf zur Parlamentsreform von 1785 und die Vorschläge zum irischen Handel im selben Jahr. Pratt nahm weiterhin an Kabinettssitzungen teil, und nachdem er aufgrund seiner schlechten Gesundheit in die Hill Street, Berkeley Square, umgezogen war, wurden Kabinettssitzungen manchmal in seinem Haus abgehalten.

#### Regentschaftskrise von 1788
Im November 1788 erkrankte König Georg III., und eine Geisteskrankheit wurde befürchtet. Lordkanzler Thurlow zögerte ob der richtigen Maßnahmen, die ergriffen werden mussten, woraufhin es zur Regentschaftskrise von 1788 kam. Als Lord President of the Council führte Pratt die Befragung der Ärzte des Königs durch den Privy Council. Da Thurlow nicht bereit war, die Legislative zu leiten, nahm Pratt die Herausforderung an, das Parlament zur Ernennung eines Regenten aufzufordern, obwohl die Opposition für die automatische Ernennung ihres Verbündeten, des Prince of Wales, eintrat. Pratts Entschluss, dass die Ernennung dem Parlament oblag, wurde am 23. Dezember 1788 von den Lords mit 99 zu 66 Stimmen angenommen. Am 22. Januar 1789 wurde Pratts Antrag, den Prince of Wales zu ernennen, jedoch mit Einschränkungen für den Fall der Genesung des Königs, mit 94 zu 68 Stimmen angenommen. Der König erholte sich im darauffolgenden Monat, bevor die Regency Bill Gesetzeskraft erlangte.

#### Fox’ Libel Act
Bis zuletzt verteidigte Pratt eifrig seine frühen Ansichten über die Funktionen der Geschworenen, insbesondere ihr Recht, über alle Fragen der Verleumdung zu entscheiden. In der Debatte der Lords über die zweite Lesung des Libel Act von 1792 am 16. Mai vertrat Pratt die Ansicht, dass die Absicht ein wesentliches Element der Verleumdung sei und von den Geschworenen wie in Mordfällen entschieden werden sollte. Indem er die juristische Argumentation auf die verfassungsrechtliche und politische Ebene ausdehnte, legte Pratt die Pressefreiheit in die Hände der Geschworenen als Vertreter des Volkes. Die Richter seien zu anfällig für den Druck der Regierung, um wesentliche Freiheiten zu garantieren. Trotz der einhelligen Ablehnung durch die Lordrichter verhalf Pratts Rede zu einer Mehrheit von 57 zu 32 Stimmen.

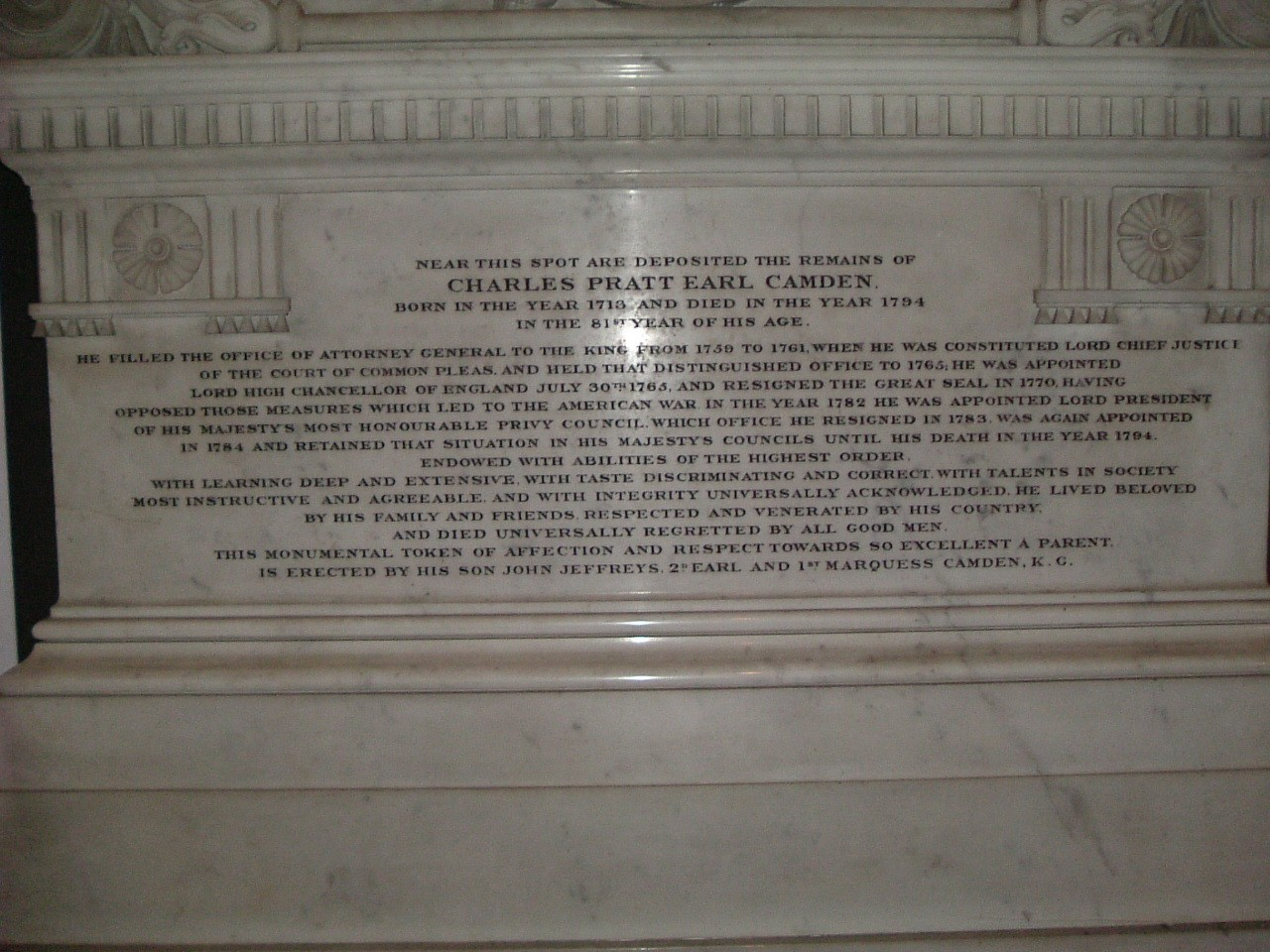
Grabmal Charles Pratts in der St Peter and St Paul’s Church in Seal

### Privatleben und Tod
Pratt war relativ klein, aber von gutem Körperbau. Er mochte Musik, Theater, Liebesromane, Konversation und Speisen. Seine Laster waren eher Faulheit und Völlerei als Frauengeschichten oder Glücksspiel.
In seinen letzten Jahren setzte er sich sehr für die Karriere von Robert Stewart, 2. Marquess of Londonderry, den Stiefsohn seiner Tochter, ein. Pratt, dessen eigener Sohn nicht sonderlich zum Staatsmann taugte, erkannte das Potenzial des jungen Mannes und behandelte ihn wie seinen eigenen Enkel.
Er verstarb am 18. April 1794 in London und wurde in Seal in Kent beigesetzt. Er starb als reicher Mann, wobei ein Großteil seines Vermögens von seiner Frau stammte.

## Nachleben
1788 erwarb er einige Felder nördlich von London, wo er ab 1791 Grundstücke für den Bau von 1400 Häusern verpachtete, welche den Anfang von Camden Town darstellen.
In den USA wurden verschiedene Städte zu seinen Ehren benannt: Camden in Maine, Camden in South Carolina, Camden in North Carolina und Camden in New Jersey, sowie die Camden Counties in New Jersey, Missouri und Georgia. Die Stadt Camden in South Carolina war namensgebend für die Schlacht bei Camden und Camden, Alabama. Camden, Tennessee wurde wiederum nach der Schlacht und Camden, Arkansas nach der Stadt in Alabama benannt. Pratt Street, eine große Durchfahrtsstraße in Baltimore, ist auch teilweise nach ihm benannt.

## Ehe und Familie
Charles Pratt heiratete am 4. Oktober 1749 in der Ely Chapel in London Elizabeth Jeffreys. Der Ehe entstammten sechs Kinder:
- Lady Sarah Pratt († 7. April 1817), ⚭ 1779 Nicholas Price
- unbekannte Tochter
- Lady Elizabeth Pratt († Mai 1826)
- Lady Jane Pratt († 1825), ⚭ 1780 Sir Walter James, 1. Baronet
- Lady Frances Pratt (* um 1751; † 18. Januar 1833), ⚭ Robert Stewart, 1. Marquess of Londonderry
- John Jeffreys Pratt, 1. Marquess Camden (* 11. Februar 1759; † 8. Oktober 1840), ⚭ 1785 Frances Molesworth